# Flaticon
Flaticon es la mayor base de datos gratuita de iconos editables con más de 7 millones de recursos disponibles. Se trata de una plataforma freemium, esto quiere decir que cuenta con una versión gratuita (en la que los usuarios deben atribuir) y una de pago donde ofrece contenido Premium como el acceso a más recursos de carácter exclusivo, la opción de no atribuir los contenidos utilizados y sin límite de descargas. En 2022, la plataforma recibe una media de descargas mensuales de más de 37 millones.

## Historia
Flaticon fue creado en 2013 por los hermanos Alejandro Sánchez y Pablo Blanes junto a Joaquín Cuenca, y forma parte de la empresa malagueña Freepik junto a otros productos como Slidesgo.
En 2020 se produjo un rediseño de la marca llevado a cabo por los propios diseñadores de la empresa. Además, ese mismo año, durante la primera oleada de la Covid-19 y el confinamiento total, se habilitaron cuentas gratuitas de Flaticon para profesionales de la salud, la educación, de los medios de comunicación y trabajadores de organismos públicos para ayudarles a continuar desarrollando su labor.
En 2022, Flaticon fue reconocido como "Líder de Primavera" en los informes de primavera de G2 en las categorías de Sitios web de fotos de stock de pequeñas empresas y Sitios web de fotos de stock.

## Uso
Flaticon ofrece contenido gráfico seleccionado por el equipo de la compañía, es posible buscar iconos, interface icons, iconos animados, logos o stickers gratuitos de forma sencilla a través del buscador y usando los correspondientes filtros. Es una herramienta principalmente usada por diseñadores y desarrolladores.
La plataforma online permite la descarga de los iconos en diferentes formatos: PNG,SVG, EPS, PSD y CSS. En cuanto al tamaño de los vectores, puedes elegir entre siete dimensiones diferentes: 16, 24, 32, 64, 128, 256 y 512 píxeles son las opciones. Además, estos iconos pueden encontrarse en blanco y negro, en distintos colores o en estilo plano.

#### Editor
Flaticon cuenta con un editor de iconos dentro de la plataforma, esta función permite editar el tamaño, la posición o los colores para crear el icono que mejor se adapte a cada proyecto.
En 2020 el editor gratuito de Flaticon añadió mejoras como la posibilidad de añadir fondos con formas geométricas (a los que también se les puede cambiar el color) a los iconos. Esta mejora facilita el uso de la herramienta desde cualquier dispositivo.

#### Icon Pattern
Esta herramienta permite crear patrones con cualquier icono de la base de datos de Flaticon. Los patrones se pueden generar usando un pack de iconos o iconos independientes de forma aleatoria.